# بايلنت
بايلنت هي مدينة من مدن هايتي. يبلغ ارتفاع المدينة عن سطح البحر قرابة 589 متر.